# Sindechites
Sindechites é um género botânico pertencente à família Apocynaceae.